# John Wilkes Booth
John Wilkes Booth, ameriški gledališki igralec in atentator, * 10. maj 1838, Bel Air, Maryland, ZDA † 26. april 1865, Port Royal, Virginija, ZDA. 
Booth je 14. aprila 1865 izvedel atentat na ameriškega predsednika Abrahama Lincolna in ga v atentatu tudi ubil. To je bil prvi atentat na ameriškega predsednika v zgodovini Amerike.
Booth je bil član ugledne gledališke družine Booth iz 19. stoletja iz Marylanda ter zaslovel po njegovih nastopih v gledališču, s katerim je dobil veliko priljubljenost. Hkrati je bil tudi simpatizer Konfederacije; ko je izvedel, da je Abraham Lincoln ukinil suženjstvo, ga je Booth zaničeval in obžaloval osvoboditev sužnjev v državi. Sprva je načrtoval ugrabitev Lincolna, a je načrt prešel v atentat. 13. aprila 1865 zvečer je tako Booth skupaj s še tremi zarotniki naredil načrt ne le za umor Lincolna, temveč tudi za strmoglavljenje celotne ameriške vlade.
14. aprila 1865 ob 22:15 je Booth med predstavo v washingtonskem gledališču Ford odšel na predsedniški balkon, kjer je predsednik Lincoln gledal predstavo, ter Lincolna s pištolo ustrelil v tilnik in ga pri tem smrtno ranil. Njegov pobeg je skoraj preprečil major Henry Rathbone, ki je bil ob Lincolnu in je hotel Bootha aretirati, vendar ga je Booth zabodel z nožem, ki ga je imel takrat pri sebi. Zatem je pobegnil s skokom z balkona na oder in pri tem utrpel zlom leve noge. Booth je na konju pobegnil v južni Maryland ter bil dvanajst dni na begu, ko so ga 26. aprila 1865 izsledili v hlevu na neki kmetiji v Virginiji. Njegov spremljevalec David Herold se je predal, Booth pa je odločno zavračal predajo. Vojska Unije je hlev, v katerem se je skrival, zažgala, nato pa ga je vojak Boston Corbett ustrelil. Booth je zaradi hudih poškodb ostal paraliziran in je zgodaj zjutraj istega dne umrl.